# ТЕЦ Андрихув
ТЕЦ Андрихув – теплоелектроцентраль на півдні Польщі у місті Андрихув.
З початку 20 століття в Андрихуві працювала фабрика тканин, відома наразі як Andrychowskie Zakłady Przemysłu Bawełnianego „Andropol”. Для обслуговування її потреб після Другої світової війни звели нову котельню, котра у підсумку отримала чотири вугільні котла OSR-32 тепловою потужністю по 25 МВт, постачені компанією FAKOP із Сосновця. Один з них був виготовлений в 1949-му (станом на початок 2010-х він вже не працював), ще два розпочали роботу в 1952-му, а четвертий запустили в 1974-му. Окрім забезпечення потреб підприємства, об’єкт постачав теплову енергію місту Андрихув.
З 1955-го котельня перетворилась на теплоелектроцентраль, хоч встановлене у ній генераторне обладнання мало дуже малу потужність у порівнянні з котельним – тут працював агрегат №1 з турбіною виробництва німецької компанії AEG 1940-го року випуску, котрий мав показник у 2,75 МВт, та агрегат №2 з турбіною ельблонзької компанії Zamech потужністю 2 МВт, яка була виготовлена у 1952-му. Станом на початок 2010-х німецький агрегат вже не використовували та перетворили на музейний експонат.
У 2010-му завод „Andropol” продав свою ТЕЦ компанії BD-2. При цьому якщо в опалювальний сезон 2010/2011 попит на її теплову потужність становив 24,8 МВт, то вже наступного року він скоротився до 13,7 МВт через остаточне закриття фабрики оздоблювальних тканин.